# HC Škoda Plzeň
HC Škoda Plzeň (celým názvem: Hockey Club Škoda Plzeň) je český klub ledního hokeje, který sídlí v Plzni ve stejnojmenném kraji. Založen byl v roce 1929 pod názvem SK Viktoria Plzeň. Svůj současný název nese od roku 2012. Od roku 1951 byl častým účastníkem nejvyšší československé soutěže a nyní je pravidelným účastníkem samostatné české nejvyšší soutěže. Klubové barvy jsou modrá a bílá.
Své domácí zápasy odehrává v LOGSPEED CZ Aréna s kapacitou 7 750 diváků. Dříve se hokejová hala jmenovala Home Monitoring Arena.

## Týmové úspěchy
- Mistr extraligy 2012/13
- Nejvyšší domácí soutěž – 2. místo (1957/58, 1958/59, 1991/92)
- Zisk Pohár Jaroslava Pouzara za 1. místo v základní části ELH (2009/10, 2017/18)

## Historie

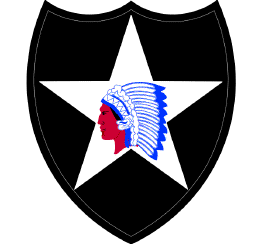
Ramenní nášivka 2. pěší divize (USA) - indián uprostřed je součástí současného znaku klubu

### Cesta k prvním úspěchům i pády
Odbor ledního hokeje vznikl při Viktorii Plzeň v roce 1929 a právě tento moment se považuje za počátek dnešního klubu. Stadión s umělou ledovou plochou byl otevřen v roce 1950 a již o rok později hostil prvoligová utkání. Tým se v soutěži rychle pevně zabydlel a mohl nastoupit cestu vzhůru. Stoupání pod vrchol tabulky ale předcházely i nemilé momenty, mezi nimiž smutně vyniklo odložené utkání s Českými Budějovicemi z ledna 1955. Ledová plocha byla totiž z důvodů zanedbané údržby v době předpokládaného začátku utkání pod vodou, což bylo i tehdy na prvoligové úrovni něco ostudného.
K úplnému vrcholu se začala Plzeň přibližovat po spojení všech týmů první ligy do jediné skupiny. V roce 1957 tak přišlo první 3. místo. Útok Šašek – Vinš – Václav si navíc odjel na mistrovství světa do Moskvy pro bronzové medaile. Ovšem na nejvíce mezinárodních podniků se z této generace podíval Stanislav Sventek. Plzeňský tým přímo navázal na první úspěch dokonce dvěma 2. místy za sebou. První polovina 60. let však znamenala postupný ústup a po třech sezónách, kdy mužstvo končilo těsně nad sestupovými pozicemi, přišel pád o soutěž níže v roce 1966.
Návrat do první ligy trval tři roky a toto období bylo využito na zastřešení zimního stadiónu, které bylo dokončeno v roce 1969. Po dvou sezónách ale přišel opět na jeden rok sestup. Zajímavé nicméně bylo, že obránce Vladimír Bednář si pro zlatou medaili z mistrovství světa v Praze 1972 přijel po sezóně, kterou strávil ve 2. lize a zúčastnil se předtím i zimních olympijských her v Sapporu. Tým Plzně se po roční absenci vrátil do ligy, ale do první poloviny tabulky v konečném účtování nakouknul jen jedinkrát v roce 1976. Na zimních olympijských hrách tehdy reprezentoval útočník Bohuslav Ebermann. Na Canada cup ho z Plzně v obraně doprovázel Milan Kajkl, který si navíc vychutnal i titul mistra světa z Katovic. Oba hráči pak společně oslavovali titul mistrů světa o rok později ve Vídni. Ebermann se na něm výrazným způsobem podílel díky vítěznému gólu v utkání se Švédskem. Plzeň ovšem v roce 1978 opět opustila prvoligovou soutěž. V konečné tabulce měla stejný počet bodů jako Trenčín, se kterým měla navíc vyrovnanou vzájemnou bilanci. O sestupujícím rozhodovalo dodatečné utkání na neutrálním ledě v Brně. Po výsledku 1:1 sestupující tým určil až 17. samostatný nájezd, který neproměnil plzeňský Schejbal.

### Trvalé působení v nejvyšší soutěži

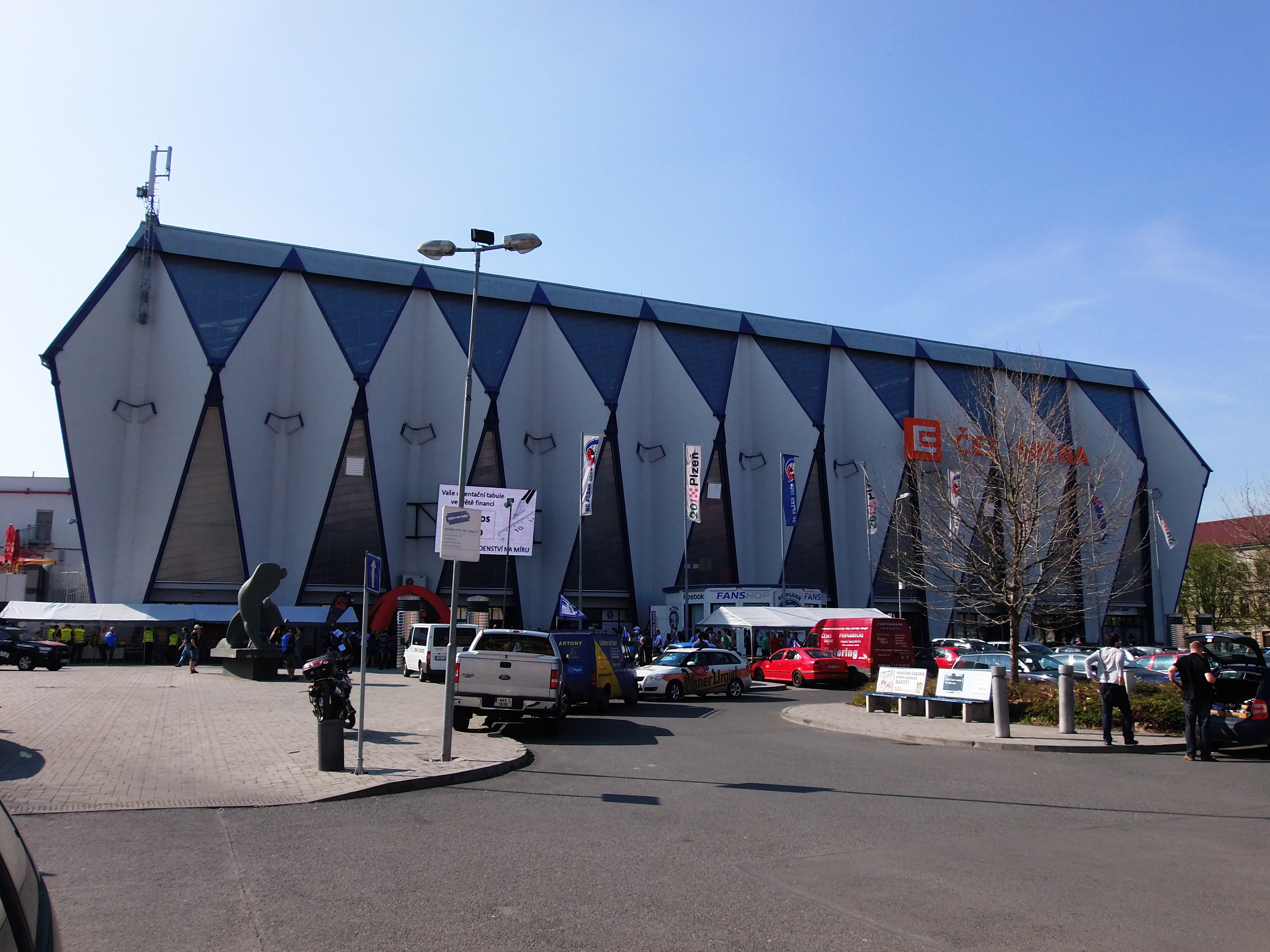
Vnější podoba plzeňského hokejového stadiónu se od konce 60. let 20. století téměř nezměnila

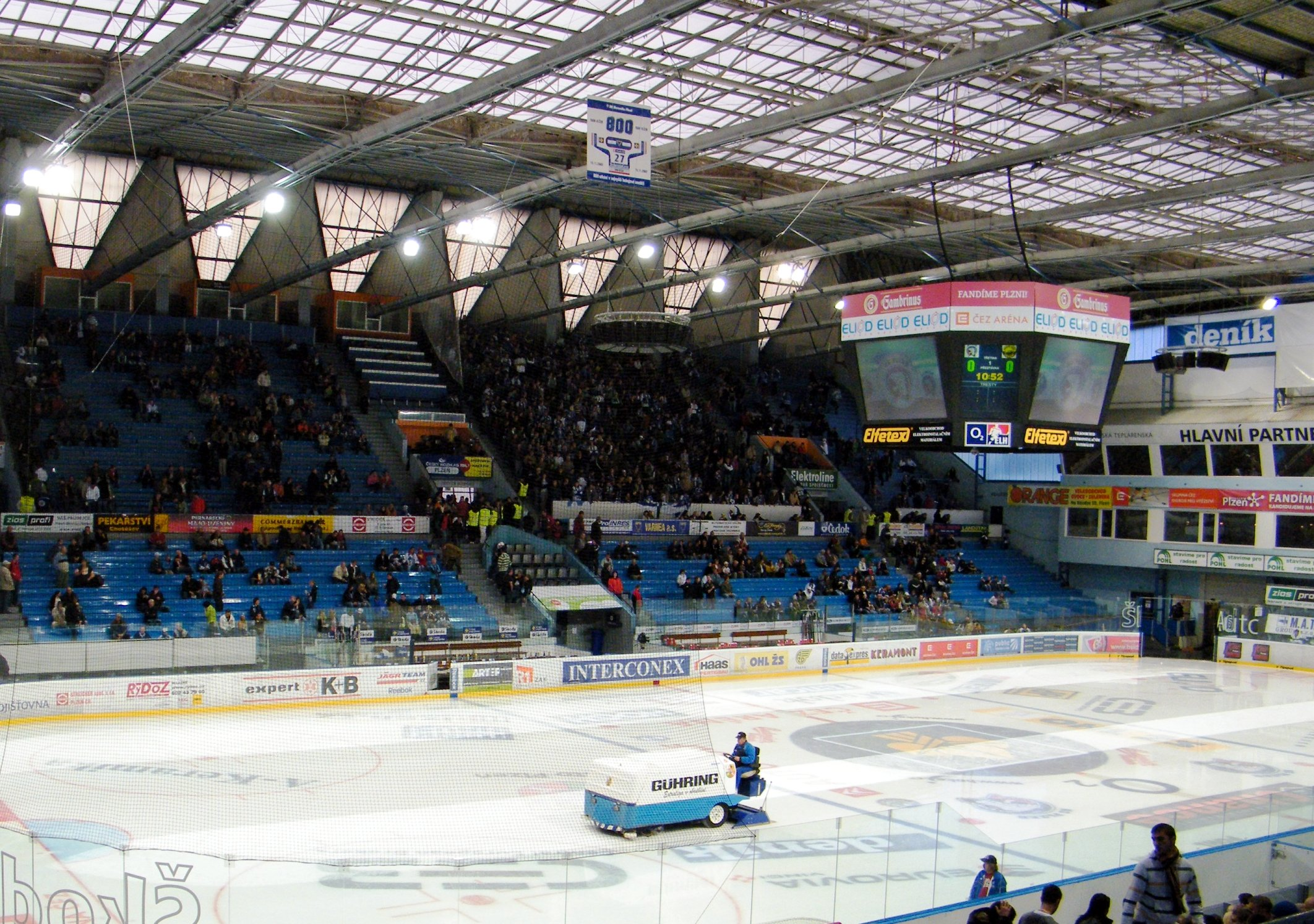
LOGSPEED CZ Aréna, interiér

Návrat do první ligy se Plzni opět povedl již po jediné sezóně. V 80. letech ovšem tým běžně okupoval spodní patra tabulky a jednou ho od sestupu zachránila až prolínací soutěž. Do play off Plzeň nakoukla dvakrát, ale nevyhrála jediné utkání. Náznaky možného vzestupu se tedy projevovaly alespoň v mládežnických kategoriích, když v roce 1980 vyhráli přebor ČSSR starší dorostenci a o tři roky později i starší žáci.
S počátkem 90. let přišel konečně i výrazný úspěch prvního týmu. V roce 1992 nejprve Plzeň poprvé vyhrála základní část a pak vyhrála v play off dvě pětizápasové bitvy. Ve finále čekal Trenčín a Plzeň byla v boji s ním podobně jako před 14 lety, kdy týmy hrály o sestup, opět neúspěšná. V útoku již tehdy byl Martin Straka. Hned o rok později bylo pro Plzeň velkým štěstím, že se pro rozdělení federace nesestupovalo.
V první sezóně samostatné české soutěže se tým zachránil poměrně rychle a v dalších dvou sezónách pronikl do play off. Podobně jako o deset let předtím však nevyhrál ani jedno utkání. V roce 1996 se do útoku po 6 letech zahraničního angažmá vrátil čerstvý mistr světa z Vídně Jiří Kučera, který pečetil titul ve finále proti Kanadě gólem do prázdné brány. Zklamání ze sezóny po 11. příčce však bylo veliké.
V roce 1998 si dva odchovanci klubu obránce Jaroslav Špaček a útočník Martin Straka domů přivezli na krku zlaté olympijské medaile z Nagana. Sezónu plzeňského týmu poznamenala neuvěřitelná chyba brankáře Dušana Salfického, který si zcela zbytečně vyjel pro puk mířící mimo bránu a pár sekund před koncem čtvrtého čtvrtfinálového utkání si ho za nerozhodného stavu srazil do brány. Sparta Praha tím vyrovnala stav série na 2–2 a páté utkání na vlastním ledě pak vyhrála. Na sklonku ledna 1999 se v Plzni konalo Utkání hvězd, při němž vytvořil domácí obránce Josef Řezníček nepřekonatelný rekord v přesnosti střelby, když trefil čtyři terče v rozích branky čtyřmi střelami. Ve čtvrtfinále však Plzeň ztroskotala na Třinci.
V následující sezóně Plzeň Třinci čtvrtfinálovou prohru oplatila. Mohla se tak těšit se na sérii proti Vsetínu, který v základní části ve všech čtyřech zápasech porazila a celkově proti němu měla jako jediný tým za dobu trvání české extraligy kladnou bilanci. Semifinále ovšem vyznělo jednoznačně pro obhájce titulu k velké nelibosti plzeňských fanoušků, kteří se vůči vsetínským projevovali až nenávistně. Pro titul mistrů světa si do Petrohradu odjeli Salfický a útočník Martin Špaňhel. Hned trio odchovanců (brankář Zdeněk Šmíd, útočník Milan Kraft a obránce Jan Chotěborský) se v té době již těšilo z prvního zlatého kovu, který dobyla naše reprezentace lednu na mistrovství světa juniorů v ledním hokeji. Odchovanec Petr Sýkora v dresu New Jersey Devils naopak poprvé v tomto roce potěžkal Stanley Cup.
Plzeň po 3. místě postihl opět výpadek. Po roční absenci se s obměněným kádrem vrátila do play off v roce 2002, ale ani výhoda domácího prostředí v prvních zápasech jí proti Vítkovicím nebyla nic platná. Po další absenci v play off se Plzeň postarala v roce 2004 o jeden velký šok v několika podobách. Nejprve se šťastnou výhrou v prodloužení zbavila Českých Budějovic, které tímto výsledkem poslala blíže směrem k baráži. Posléze rozhodla o vlastním postupu do play off jasnou výhrou v posledním kole nad přímým sokem z Kladna, se kterým pak měla stejný počet bodů ale lepší vzájemnou bilanci. A k dovršení všeho jako první tým z 8. místa v historii vyřadila ve čtvrtfinále vítěze základní části z Pardubic. Výrazný podíl na všech zmíněných výsledcích měl příchod brankáře Romana Málka ze Slavie.
V sezóně 2004/05 hrané za přítomnosti hráčů z NHL skončila Plzeň opět se stejným počtem bodů jako osmý tým tabulky, ale tentokrát ji díky vzájemným zápasům Litvínov přeskočil a Plzeň do play off nepostoupila. V týmu se objevili obránci Špaček a Pavel Trnka a útočníci Straka, Kraft a vítěz posledního Stanley cupu Martin Cibák. Diváci se v prosinci mohli potěšit utkáním plzeňského mužstva s týmem hvězd NHL putujících Evropou, které domácí prohráli 3–8.

### Návrat Martina Straky a trnitá cesta k prvnímu titulu

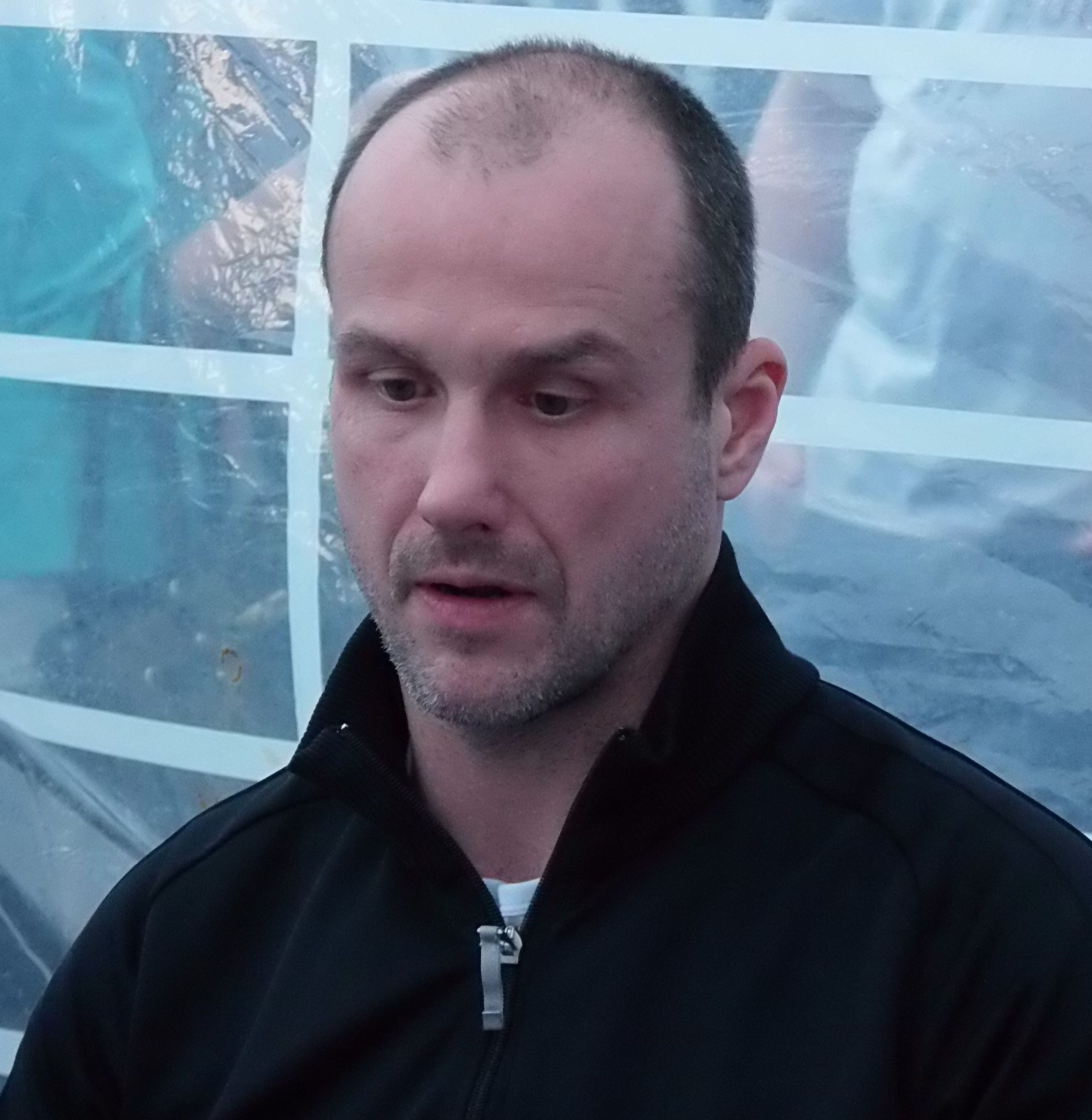
Martin Straka v roce 2013

#### 2008/09 – Po pěti letech opět v semifinále play-off
V létě 2008 došlo k události, která zásadně ovlivnila chod klubu v následujících sezónách. Do klubu se po letech strávených v NHL vrátil olympijský vítěz z Nagana 1998 a velký plzeňský patriot Martin Straka. Před začátkem nové sezóny ukončil své působení v klubu prezident a manažer Tomáš Král, který byl zvolen prezidentem Českého svazu ledního hokeje. V sezóně 2008/09 skončil klub po základní části sedmý. V předkole play-off vyřadil Třinec 3–2 na zápasy. Ve čtvrtfinále pak Plzeň překvapivě udolala druhý tým po základní části Pardubice poměrem 4–3 na zápasy. Postup Plzni zajistil v rozhodujícím sedmém zápase Martin Adamský gólem v čase 86:07 (tedy ve druhém prodloužení). V semifinále Plzeň zastavil obhájce titulu, pražská Slavie, která zvítězila 4–1 na zápasy. Nezapomenutelným se stal pátý zápas, kde Plzeň vyrovnávala na 5–5 v poslední sekundě normální hrací doby. V prodloužení už gól nepadl a v nájezdech byl jediným úspěšným střelcem Vladimír Růžička ml., který tak poslal Slavii do finále.

#### 2009/10 – Prezidentský pohár
Klub se po sezóně 2008/09 ocitl ve finančních problémech. V zákulisí se nevylučoval ani případný krach a konec hokeje v Plzni. Klub zachránilo město Plzeň finanční injekcí 15 miliónů korun a Martin Straka, který složil ze svého sedmimiliónovou garanci k APK – tato garance byla nezbytnou podmínkou pro udělení extraligové licence. Martin Straka se zároveň ujal funkce generálního manažera (tato funkce nahradila funkci klubového prezidenta) a následně se stal i spolumajitelem klubu. Výše zmíněné problémy neměly vliv na sportovní výkony hráčů v následující sezóně. Plzeň ovládla základní část soutěže (získala celkem 106 bodů, což je klubový rekord) a získala tak jako první tým nově udělovaný Pohár Jaroslava Pouzara. Tým táhli především Tomáš Vlasák, který se stal nejlepším střelcem a nejproduktivnějším hráčem základní části, a Martin Straka, který měl pro změnu na svém kontě nejvíce gólových asistencí. V play-off ovšem následovalo zklamání. Ve čtvrtfinále proti Liberci sice Plzeň vyhrála první dva zápasy, pak ovšem vyhrával již pouze soupeř. Plzeň ztratila čtvrtfinále poměrem 2–4 a ani tentokrát se medaile nedočkala.

#### 2010/11 – Aféra s registracemi
Sezóna 2010/11 byla poznamenána aférou s odpočty bodů kvůli chybám při registracích hráčských smluv. Plzni bylo v důsledku administrativních pochybení odečteno 19 bodů. I přes tento obří handicap se Plzeň probojovala do předkola play-off, zde ovšem nestačila na tým Litvínova a po prohře poměrem 1–3 na zápasy pro ni sezóna skončila. Kauza s registracemi zároveň způsobila třenice mezi spolumajiteli klubu. Martin Straka nakonec své společníky vyplatil a stal se majoritním vlastníkem.

#### 2011/12 – Semifinálové zklamání
Plzeň zvládla základní část výborně, bez větších herních výpadků. Dlouho bojovala o Prezidentský pohár, nakonec ji však předčila pražská Sparta. Do play-off vstupovala Plzeň ze druhého místa po základní části, jako jeden z hlavních favoritů na titul. Ve čtvrtfinále po boji vyřadila Zlín poměrem 4–3 na zápasy, oba celky byly v domácím prostředí stoprocentní. V semifinále však Plzeň překvapivě hladce podlehla brněnské Kometě (která do play-off prošla z předkola) poměrem 1–4 na zápasy. Plzni se tentokrát v domácím prostředí vůbec nedařilo, prohrála na svém stadiónu všechny tři zápasy. Celkově však Plzeň obsadila třetí místo, což byl největší úspěch od roku 2000.

#### 2012/13 – Vytoužený titul

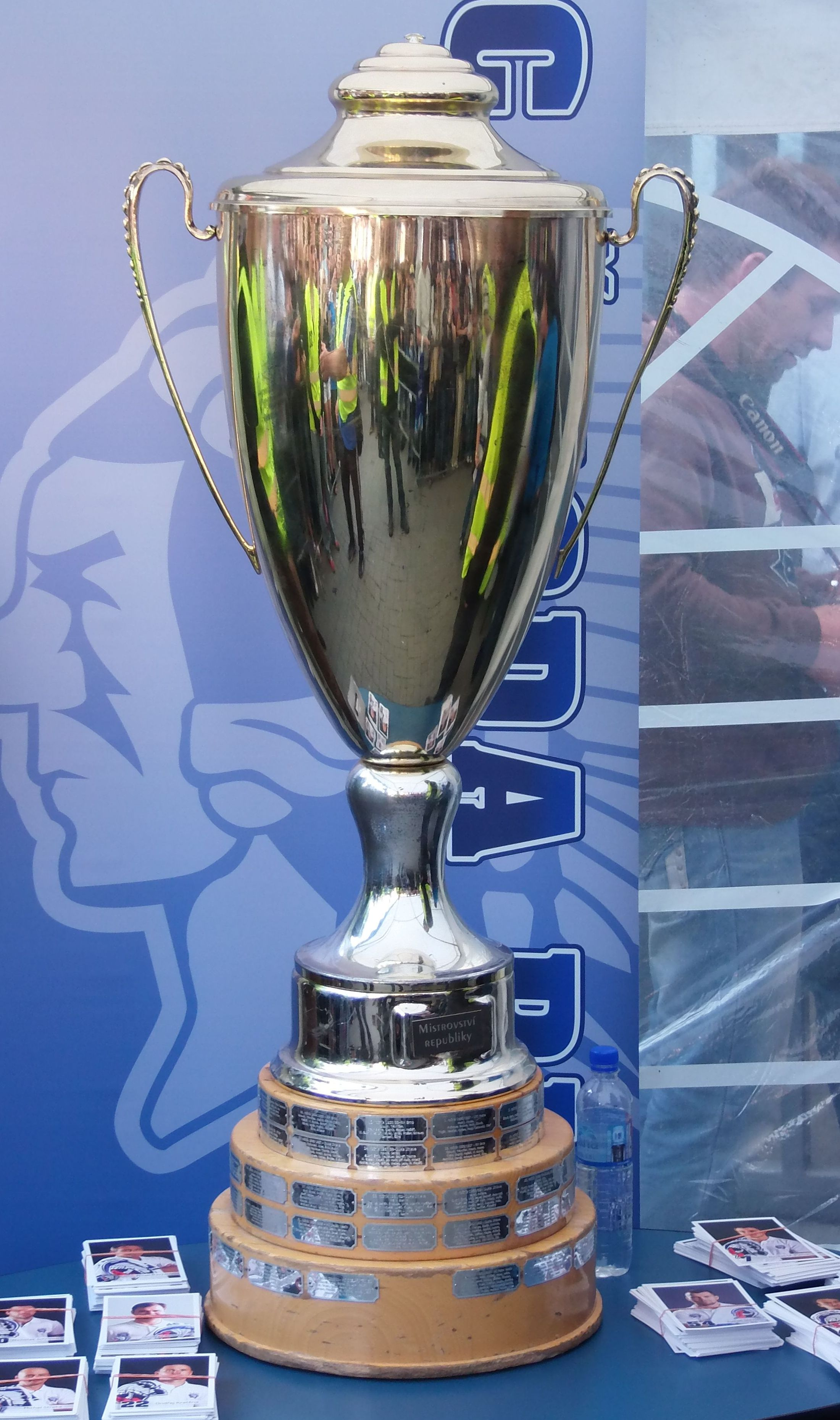
Pohár pro vítěze extraligy poprvé putoval do Plzně

Před sezónou 2012/13 odešel po třech letech z pozice hlavního trenéra Marian Jelínek, tým převzal dosavadní asistent Milan Razým. Klub se zároveň vrátil k tradičnímu názvu HC Škoda Plzeň. "Škodovka" rozehrála soutěž výborně, v období kolem Vánoc a Nového roku suverénně vedla tabulku a zdálo se, že Prezidentský pohár pro vítěze základní části nemůže týmu uniknout. V závěru základní části ovšem na Plzeň dolehla velká herní krize. V poslední čtvrtině soutěže získala Plzeň pouze 11 bodů, když ze 13 zápasů vyhrála pouze 2. Výsledkem bylo konečné třetí místo, Prezidentský pohár putoval do Zlína. Čtvrtfinálovým soupeřem Plzně byl Litvínov. V týmu stále ještě doznívala herní krize ze závěru základní části a dlouho to vypadalo, že i tentokrát bude v Plzni po play-off panovat zklamání. Plzeň prohrávala v sérii postupně 0–1, 1–2 a 2–3. V šestém zápase v domácím prostředí Litvínov dvakrát vedl, Plzeň však zápas otočila a vyhrála 5–2. Do rozhodujícího sedmého zápasu vstoupila Plzeň lépe, vedla 1–0 a 2–1, Litvínov však dokázal odpovědět a po druhé třetině vedl 3–2. Třetí třetina však patřila Plzni, která dala dva góly a po výsledku 4–3 vyhrála stejným poměrem i sérii a postoupila do semifinále.
V semifinále si Plzeň poradila s týmem pražské Slavie poměrem 4–2 na zápasy. Nezapomenutelným byl především pátý zápas, kdy oba týmy hrály výborný hokej a skóre se přelévalo z jedné strany na druhou. O vítězství Plzně v poměru 5–4 rozhodl gólem v poslední minutě Tomáš Vlasák. Tento moment pravděpodobně rozhodl celou semifinálovou sérii.
Finálovým soupeřem Plzně byl vítěz základní části Zlín. Série byla netypická tím, že oba týmy hrály lépe venku. První zápas vyhrála Plzeň ve Zlíně hladce 3–0, ve druhém padla po nájezdech 2–3. První domácí zápas se Plzni vůbec nevydařil, nedala gól a prohrála 0–3. Druhý den ovšem Plzeň podala podstatně lepší výkon a po výhře 5–2 se série přesunula zpět do Zlína za nerozhodného stavu 2–2. Pátý zápas opět vyhrála Plzeň, tentokrát 2–1, a doma tak již mohla rozhodnout sérii ve svůj prospěch. Ujala se sice vedení, jenže Zlín na začátku druhé třetiny dvěma slepenými góly zápas otočil a zápas nakonec vyhrál 5–2. Rozhodnout tak musel až sedmý zápas, hraný ve Zlíně. Plzeň v rozhodujícím zápase třikrát vedla, Zlín však vždy dokázal vyrovnat, naposledy dokonce 10 sekund před koncem základní hrací doby. Muselo se tedy prodlužovat. V prodloužení (hraném až do rozhodnutí) měly šanci rozhodnout oba týmy, prázdnou branku netrefil zlínský Zdeněk Okál, za Plzeň nastřelil Pavel Kašpařík tyč. O zisku historicky prvního titulu pro Plzeň nakonec rozhodla až střela kapitána Martina Straky před koncem druhého prodloužení, v čase 96:15.
Soupiska mistrovského týmu (uvedeni jsou hráči, kteří nastoupili k více než jednomu utkání základní části nebo play-off; tučně jsou pak uvedeni hráči, kteří nastoupili do rozhodujícího sedmého finále) :
- Brankáři: Marek Mazanec, Adam Svoboda, Tuukka Rask (nastupoval za Plzeň v úvodu sezóny v době výluky v NHL)
- Obránci: Jiří Hanzlík, Jaroslav Špaček (nastoupil do třech zápasů ve finále play-off), Jakub Jeřábek, Nicolas St. Pierre, Tomáš Slovák, Tomáš Frolo, Vojtěch Mozík, Lukáš Poživil, David Havíř, Dominik Boháč, Martin Ševc, Dan Růžička
- Útočníci: Nicholas Johnson, Jan Kovář, Martin Straka, Ondřej Kratěna, Pavel Kašpařík, Tomáš Vlasák, Jozef Balej, Tomáš Sýkora, Václav Pletka, Michal Dvořák, Jakub Lev, Patrik Petruška, Ryan Hollweg, Petr Vampola, Jan Schleiss, Pavel Sedláček, Milan Gulaš (v průběhu sezóny odešel do KHL), Ondřej Havlíček, Martin Heřman, Tomáš Pitule

Plzeňáci se neztratili ani na vyhlašování individuálních cen za výkony v uplynulém extraligovém ročníku. Jan Kovář byl vyhlášen nejlepším hráčem play-off a odnesl si i hlavní trofej pro hokejistu sezóny. Tomáš Slovák byl vyhlášen nejlepším obráncem.

### Mistři světa, olympijští vítězové a držitelé Stanley cupu
- Vladimír Bednář (MS 1972)
- Bohuslav Ebermann (MS 1977)
- Jan Chotěborský (MS20 2000)
- Milan Kajkl (MS 1976, MS 1977)
- Milan Kraft (MS20 2000)
- Jiří Kučera (MS 1996)
- Dušan Salfický (MS 2000, MS 2001)
- Martin Straka (ZOH 1998; MS 2005)
- Petr Sýkora (MS 1999, MS 2005; SC 2000, SC 2009)
- Zdeněk Šmíd (MS20 2000)
- Jaroslav Špaček (ZOH 1998, MS 1999, MS 2001, MS 2005)
- Martin Špaňhel (MS 2000)

## Historické názvy
Zdroj: 
- 1929 – Hokejový odbor při SK Viktoria Plzeň (Hokejový odbor při Sportovním klubu Viktoria Plzeň)
- 1948 – Sokol Plzeň IV
- 1949 – ZSJ Škodovy závody (Závodní sportovní jednota Škodovy závody)
- 1952 – ZSJ Leninovy závody (Závodní sportovní jednota Leninovy závody)
- 1953 – Spartak Plzeň LZ (Spartak Plzeň Leninovy závody)
- 1965 – TJ Škoda Plzeň (Tělovýchovná jednota Škoda Plzeň)
- 1991 – HC Škoda Plzeň (Hockey Club Škoda Plzeň)
- 1994 – HC Interconnex Plzeň (Hockey Club Interconnex Plzeň)
- 1995 – HC ZKZ Plzeň (Hockey Club Západočeské keramické závody Plzeň)
- 1997 – HC Keramika Plzeň (Hockey Club Keramika Plzeň)
- 2003 – HC Lasselsberger Plzeň (Hockey Club Lasselsberger Plzeň)
- 2009 – HC Plzeň 1929 (Hockey Club Plzeň 1929)
- 2012 – HC Škoda Plzeň (Hockey Club Škoda Plzeň)

## Přehled ligové účasti

### Umístění v Československu (do roku 1993)
Stručný přehled
Zdroj: 
- 1949–1950: Oblastní soutěž – sk. A1 (2. ligová úroveň v Československu)
- 1950–1951: Oblastní soutěž – sk. A (2. ligová úroveň v Československu)
- 1951–1953: 1. liga – sk. A (1. ligová úroveň v Československu)
- 1953–1956: 1. liga – sk. B (1. ligová úroveň v Československu)
- 1956–1966: 1. liga (1. ligová úroveň v Československu)
- 1966–1969: 2. liga – sk. A (2. ligová úroveň v Československu)
- 1969–1970: 1. liga (1. ligová úroveň v Československu)
- 1971–1972: 1. ČNHL – sk. A (2. ligová úroveň v Československu)
- 1972–1978: 1. liga (1. ligová úroveň v Československu)
- 1978–1979: 1. ČNHL (2. ligová úroveň v Československu)
- 1979–1993: 1. liga (1. ligová úroveň v Československu)

Jednotlivé ročníky
Zdroj: 
Legenda: červené podbarvení – sestup, zelené podbarvení – postup, fialové podbarvení – reorganizace, změna skupiny či soutěže
| Československo (1951 – 1993) |                      |        |       |        |        |         |      |                                                                           |
| Sezóna                       | Pořadí – ZČ          | Zápasy | Výhry | Remízy | Prohry | Skóre   | Body | Play-off / Play-out                                                       |
| 1951/52                      | 4. (skupina A)       | 10     | 4     | 0      | 6      | 41:59   | 8    | tým nepostoupil do šestičlenné finálové skupiny                           |
| 1952/53                      | 5. (skupina A)       | 12     | 4     | 1      | 7      | 46:70   | 9    | tým nepostoupil do šestičlenné finálové skupiny                           |
| 1953/54                      | 5. (skupina B)       | 10     | 3     | 2      | 5      | 49:55   | 8    | tým nepostoupil do šestičlenné finálové skupiny                           |
| 1954/55                      | 6. (skupina B)       | 14     | 6     | 0      | 8      | 48:61   | 12   | tým nepostoupil do čtyřčlenné finálové skupiny                            |
| 1955/56                      | 3. (skupina B)       | 14     | 8     | 0      | 6      | 61:59   | 16   | tým nepostoupil do čtyřčlenné finálové skupiny                            |
| 1956/57                      | 3.                   | 26     | 18    | 2      | 6      | 119:69  | 38   | -                                                                         |
| 1957/58                      | 2.                   | 22     | 14    | 1      | 7      | 106:83  | 29   | -                                                                         |
| 1958/59                      | 2.                   | 22     | 13    | 1      | 8      | 109:81  | 27   | -                                                                         |
| 1959/60                      | 6.                   | 22     | 10    | 4      | 8      | 91:77   | 24   | -                                                                         |
| 1960/61                      | 7.                   | 32     | 18    | 2      | 12     | 144:117 | 38   | -                                                                         |
| 1961/62                      | 5.                   | 32     | 13    | 4      | 15     | 100:113 | 30   | -                                                                         |
| 1962/63                      | 10.                  | 32     | 12    | 5      | 15     | 102:110 | 29   | -                                                                         |
| 1963/64                      | 9.                   | 32     | 10    | 7      | 15     | 121:141 | 27   | -                                                                         |
| 1964/65                      | 10.                  | 32     | 13    | 0      | 19     | 100:135 | 26   | -                                                                         |
| 1965/66                      | 10.                  | 36     | 6     | 6      | 24     | 88:180  | 18   | sestup                                                                    |
| 1969/70                      | 5.                   | 36     | 14    | 5      | 17     | 109:131 | 33   | -                                                                         |
| 1970/71                      | 10.                  | 36     | 10    | 4      | 22     | 120:154 | 24   | sestup                                                                    |
| 1972/73                      | 6.                   | 36     | 14    | 7      | 15     | 124:127 | 35   | bez postupu                                                               |
| 1973/74                      | 11.                  | 44     | 14    | 6      | 24     | 147:169 | 34   | -                                                                         |
| 1974/75                      | 9.                   | 44     | 18    | 4      | 22     | 154:169 | 40   | -                                                                         |
| 1975/76                      | 5.                   | 32     | 13    | 3      | 16     | 116:132 | 29   | -                                                                         |
| 1976/77                      | 8.                   | 44     | 17    | 6      | 21     | 178:191 | 40   | -                                                                         |
| 1977/78                      | 12.                  | 44     | 11    | 7      | 26     | 125:186 | 29   | sestup po dodatečném utkání s Trenčínem (1:1 a 2:3 na samostatné nájezdy) |
| 1979/80                      | 9.                   | 44     | 16    | 4      | 24     | 124:164 | 36   | -                                                                         |
| 1980/81                      | 11.                  | 44     | 14    | 0      | 30     | 121:172 | 28   | -                                                                         |
| 1981/82                      | 11.                  | 44     | 17    | 0      | 27     | 128:181 | 34   | -                                                                         |
| 1982/83                      | 9.                   | 44     | 13    | 12     | 19     | 135:181 | 38   | -                                                                         |
| 1983/84                      | 12.                  | 44     | 13    | 5      | 26     | 136:171 | 32   | udržení se v prolínací baráži                                             |
| 1984/85                      | 11.                  | 44     | 13    | 7      | 24     | 136:160 | 33   | -                                                                         |
| 1985/86                      | 7.                   | 34     | 16    | 3      | 15     | 125:128 | 35   | čtvrtfinále Litvínov 0:3                                                  |
| 1986/87                      | 10.                  | 34     | 11    | 6      | 17     | 109:129 | 28   | bez postupu                                                               |
| 1987/88                      | 9.                   | 34     | 12    | 4      | 18     | 120:141 | 28   | bez postupu                                                               |
| 1988/89                      | 4.                   | 34     | 16    | 6      | 12     | 130:110 | 38   | čtvrtfinále Košice 0:3                                                    |
| 1989/90                      | 10.                  | 44     | 13    | 8      | 23     | 136:156 | 34   | bez postupu                                                               |
| 1990/91                      | 5.                   | 52     | 26    | 6      | 20     | 161:150 | 58   | bez postupu                                                               |
| 1991/92                      | 1. (západní skupina) | 38     | 21    | 7      | 10     | 139:112 | 49   | čtvrtfinále Sparta 3:2, semifinále Vítkovice 3:2, finále Trenčín 1:3      |
| 1992/93                      | 14.                  | 40     | 12    | 2      | 26     | 125:153 | 26   | bez postupu                                                               |

### Umístění v České republice (od roku 1993)
Stručný přehled
Zdroj: 
- 1993– : Extraliga (1. ligová úroveň v České republice)

Jednotlivé ročníky
Zdroj: 
Legenda: červené podbarvení – sestup, zelené podbarvení – postup, fialové podbarvení – reorganizace, změna skupiny či soutěže
| Česko (1993 – ) |           |        |    |     |                                                          |          |           |
| Ročník          | Soutěž    | Úroveň | PK | ZČ  | Play-off                                                 | Cel. um. | Pozn.     |
| 1993/1994       | Extraliga | 1.     | 12 | 9.  | Ne                                                       | 9.       | O udržení |
| 1994/1995       | Extraliga | 1.     | 12 | 5.  | Čtvrtfinále (prohra 0:3 na zápasy s AC ZPS Zlín)         | 6.       |           |
| 1995/1996       | Extraliga | 1.     | 14 | 11. | Předkolo (prohra 0:3 na zápasy s HC Slavia Praha)        | 11.      |           |
| 1996/1997       | Extraliga | 1.     | 14 | 11. | Ne                                                       | 11.      |           |
| 1997/1998       | Extraliga | 1.     | 14 | 5.  | Čtvrtfinále (prohra 2:3 na zápasy s HC Sparta Praha)     | 5.       |           |
| 1998/1999       | Extraliga | 1.     | 14 | 6.  | Čtvrtfinále (prohra 2:3 na zápasy s HC Železárny Třinec) | 6.       |           |
| 1999/2000       | Extraliga | 1.     | 14 | 5.  | Semifinále (prohra 0:3 na zápasy s HC Slovnaft Vsetín)   | 3.       |           |
| 2000/2001       | Extraliga | 1.     | 14 | 10. | Ne                                                       | 10.      |           |
| 2001/2002       | Extraliga | 1.     | 14 | 4.  | Čtvrtfinále (prohra 2:4 na zápasy s HC Vítkovice)        | 6.       |           |
| 2002/2003       | Extraliga | 1.     | 14 | 9.  | Ne                                                       | 9.       |           |
| 2003/2004       | Extraliga | 1.     | 14 | 8.  | Semifinále (prohra 1:4 na zápasy s HC Hamé Zlín)         | 4.       |           |
| 2004/2005       | Extraliga | 1.     | 14 | 9.  | Ne                                                       | 9.       |           |
| 2005/2006       | Extraliga | 1.     | 14 | 11. | Ne                                                       | 11.      |           |
| 2006/2007       | Extraliga | 1.     | 14 | 13. | Ne                                                       | 13.      |           |
| 2007/2008       | Extraliga | 1.     | 14 | 9.  | Předkolo (prohra 1:3 na zápasy s HC GEUS OKNA Kladno)    | 9.       |           |
| 2008/2009       | Extraliga | 1.     | 14 | 7.  | Semifinále (prohra 1:4 na zápasy s HC Slavia Praha)      | 4.       |           |
| 2009/2010       | Extraliga | 1.     | 14 | 1.  | Čtvrtfinále (prohra 2:4 na zápasy s Bílí Tygři Liberec)  | 5.       |           |
| 2010/2011       | Extraliga | 1.     | 14 | 9.  | Předkolo (prohra 1:3 na zápasy s HC BENZINA Litvínov)    | 9.       |           |
| 2011/2012       | Extraliga | 1.     | 14 | 2.  | Semifinále (prohra 1:4 na zápasy s HC Kometa Brno)       | 3.       |           |
| 2012/2013       | Extraliga | 1.     | 14 | 3.  | Finále (výhra 4:3 na zápasy nad PSG Zlín)                | 1.       |           |
| 2013/2014       | Extraliga | 1.     | 14 | 3.  | Čtvrtfinále (prohra 2:4 na zápasy s HC Kometa Brno)      | 5.       |           |
| 2014/2015       | Extraliga | 1.     | 14 | 7.  | Předkolo (prohra 1:3 na zápasy s BK Mladá Boleslav)      | 9.       |           |
| 2015/2016       | Extraliga | 1.     | 14 | 4.  | Semifinále (prohra 2:4 na zápasy s HC Sparta Praha)      | 3.       |           |
| 2016/2017       | Extraliga | 1.     | 14 | 9.  | Čtvrtfinále (prohra 2:4 na zápasy s Bílí Tygři Liberec)  | 8.       |           |
| 2017/2018       | Extraliga | 1.     | 14 | 1.  | Semifinále (prohra 1:4 na zápasy s HC Kometa Brno)       | 3.       |           |
| 2018/2019       | Extraliga | 1.     | 14 | 3.  | Semifinále (prohra 3:4 na zápasy s HC Oceláři Třinec)    | 3.       |           |
| 2019/2020       | Extraliga | 1.     | 14 | 5.  | play-off zrušeno kvůli pandemii covidu-19                |          |           |
| 2020/2021       | Extraliga | 1.     | 14 | 5.  | Předkolo (prohra 0:3 na zápasy s HC Olomouc)             | 9.       |           |
| 2021/2022       | Extraliga | 1.     | 15 | 6.  | Předkolo (prohra 2:3 na zápasy s BK Mladá Boleslav)      | 9.       |           |
| 2022/2023       | Extraliga | 1.     | 14 | 12. | Předkolo (prohra 2:3 na zápasy s Bílí Tygři Liberec)     | 12.      |           |
| 2023/2024       | Extraliga | 1.     | 14 | 12. | Předkolo (prohra 0:3 na zápasy s HC VERVA Litvínov)      | 12.      |           |
| 2024/2025       | Extraliga | 1.     | 14 | 8.  | Předkolo (prohra 1:3 na zápasy s BK Mladá Boleslav)      | 10.      |           |
| 2025/2026       | Extraliga | 1.     | 14 |     |                                                          |          |           |

### Přehled kapitánů a trenérů v jednotlivých sezónách
| Sezóna    | Soutěž    | Kapitán                                     | Trenéři | Soupiska |
| --------- | --------- | ------------------------------------------- | --- | -------- |
| 1969/1970 | 1.Liga    |                                             | Augustin Bubník, Václav Šmat                                                                                        |          |
| 1970/1971 | 1.Liga    |                                             | Augustin Bubník, Miloslav Šašek                                                                                     |          |
| 1971/1972 | 1.CNHL    |                                             | Čeněk Liška, Miloslav Šašek                                                                                         |          |
| 1972/1973 | 1.Liga    | Bohuslav Ebermann                           | Čeněk Liška, Miloslav Šašek                                                                                         |          |
| 1973/1974 | 1.Liga    | Bohuslav Ebermann                           | Čeněk Liška, Miloslav Šašek, Miloslav Vinš, Zdeněk Haber                                                            |          |
| 1974/1975 | 1.Liga    | Bohuslav Ebermann                           | Miloslav Vinš, Zdeněk Haber                                                                                         |          |
| 1975/1976 | 1.Liga    | Bohuslav Ebermann                           | Jiří Kulíček, Zdeněk Haber                                                                                          |          |
| 1976/1977 | 1.Liga    | Bohuslav Ebermann                           | Jiří Kulíček, Zdeněk Haber                                                                                          |          |
| 1977/1978 | 1.Liga    | Bohuslav Ebermann                           | Zdeněk Haber, Miloslav Šašek, Václav Šmat                                                                           |          |
| 1978/1979 | 1.CNHL    | Bohuslav Ebermann                           | Vlastimil Sýkora, Josef Horešovský                                                                                  |          |
| 1979/1980 | 1.Liga    | Bohuslav Ebermann                           | Vlastimil Sýkora, Jiří Vrba                                                                                         |          |
| 1980/1981 | 1.Liga    | Bohuslav Ebermann                           | Petr Vrabec, Jiří Vrba                                                                                              |          |
| 1981/1982 | 1.Liga    | Bohuslav Ebermann                           | Petr Vrabec, Jiří Vrba, Ladislav Stelšovský                                                                         |          |
| 1982/1983 | 1.Liga    | František Černý                             | Petr Vrabec, Ladislav Stelšovský                                                                                    |          |
| 1983/1984 | 1.Liga    | František Černý                             | Petr Vrabec, Ladislav Stelšovský, Miloslav Šašek, Václav Šmat                                                       |          |
| 1984/1985 | 1.Liga    | František Černý                             | Jaroslav Jiřík, Zdeněk Haber                                                                                        |          |
| 1985/1986 | 1.Liga    | František Černý                             | Jaroslav Pitner, Zdeněk Haber                                                                                       |          |
| 1986/1987 | 1.Liga    | František Černý                             | Jaroslav Pitner, Zdeněk Haber                                                                                       |          |
| 1987/1988 | 1.Liga    | František Černý                             | Jiří Neubauer, František Dům                                                                                        |          |
| 1988/1989 | 1.Liga    | František Černý                             | Jiří Neubauer, František Dům                                                                                        |          |
| 1989/1990 | 1.Liga    |                                             | Jiří Neubauer, Ladislav Stelšovský                                                                                  |          |
| 1990/1991 | 1.Liga    |                                             | Marek Sýkora, Jaroslav Pitner                                                                                       |          |
| 1991/1992 | 1.Liga    |                                             | Karel Pražák, Marek Sýkora, Jiří Neubauer, Jaroslav Pitner, Václav Ruprecht, Karel Trachta                          |          |
| 1992/1993 | 1.Liga    |                                             | Eduard Novák, Marek Sýkora, Václav Ruprecht                                                                         |          |
| 1993/1994 | Extraliga |                                             | Pavel Soudský, Vladimír Bednář, Radek Kampf; později Vladimír Bednář, Jindřich Setikovský, Josef Hovora             |          |
| 1994/1995 | Extraliga | Ivan Vlček                                  | Karel Trachta, Jindřich Setikovský                                                                                  |          |
| 1995/1996 | Extraliga | Milan Volák                                 | Karel Trachta, Jindřich Setikovský; později Bohuslav Ebermann, Zdeněk Haber                                         |          |
| 1996/1997 | Extraliga | Milan Volák                                 | Bohuslav Ebermann a Radim Rulík; později Marek Sýkora a Radim Rulík                                                 |          |
| 1997/1998 | Extraliga |                                             | Marek Sýkora a Radim Rulík                                                                                          |          |
| 1998/1999 | Extraliga |                                             | Marek Sýkora a Radim Rulík                                                                                          |          |
| 1999/2000 | Extraliga | Josef Řezníček                              | Marek Sýkora a Radim Rulík                                                                                          |          |
| 2000/2001 | Extraliga | Josef Řezníček                              | Marek Sýkora, Radim Rulík a František Černý                                                                         | Zde      |
| 2001/2002 | Extraliga | Josef Řezníček                              | Jaroslav Liška a František Černý; později Richard Farda, Milan Razým a Radek Kampf                                  | Zde      |
| 2002/2003 | Extraliga | Josef Řezníček                              | Richard Farda, Milan Razým a Radek Kampf; později Karel Trachta, Milan Razým a Radek Kampf                          | Zde      |
| 2003/2004 | Extraliga | Jiří Hanzlík, David Pospíšil, Aleš Krátoška | Rostislav Čada Miroslav Přerost; později Miroslav Přerost, Jiří Kučera                                              | Zde      |
| 2004/2005 | Extraliga | David Pospíšil                              | Miroslav Přerost a Jiří Kučera; později Jiří Neubauer, Ivan Vlček                                                   | Zde      |
| 2005/2006 | Extraliga | Pavel Trnka                                 | Marek Sýkora, Radim Rulík a Radek Kampf                                                                             | Zde      |
| 2006/2007 | Extraliga | Radek Matějovský                            | Marek Sýkora, Radek Kampf; později Jiří Kučera a František Černý                                                    | Zde      |
| 2007/2008 | Extraliga | Tomáš Divíšek                               | Jiří Kučera a František Černý; později Miloslav Hořava a Radim Rulík                                                | Zde      |
| 2008/2009 | Extraliga | Martin Straka                               | Pavel Hynek, Milan Razým a Rudolf Pejchar                                                                           | Zde      |
| 2009/2010 | Extraliga | Martin Straka                               | Marian Jelínek, Milan Razým a Rudolf Pejchar                                                                        | Zde      |
| 2010/2011 | Extraliga | Martin Straka                               | Marian Jelínek, Milan Razým a Rudolf Pejchar                                                                        | Zde      |
| 2011/2012 | Extraliga | Martin Straka                               | Marian Jelínek, Milan Razým a Michal Straka                                                                         | Zde      |
| 2012/2013 | Extraliga | Martin Straka                               | Milan Razým, Michal Straka, Jaroslav Špaček a Rudolf Pejchar                                                        | Zde      |
| 2013/2014 | Extraliga | Martin Straka                               | Milan Razým, Michal Straka, Jaroslav Špaček a Rudolf Pejchar                                                        | Zde      |
| 2014/2015 | Extraliga | Ondřej Kratěna                              | Milan Razým, Michal Straka a Jaroslav Špaček; později Michal Straka, Ladislav Čihák a Jaroslav Špaček               | Zde      |
| 2015/2016 | Extraliga | Ondřej Kratěna                              | Michal Straka, Ladislav Čihák a Jaroslav Špaček                                                                     | Zde      |
| 2016/2017 | Extraliga | Ondřej Kratěna                              | Michal Straka, Ladislav Čihák a Jaroslav Špaček; později Martin Straka, Tomáš Vlasák, Ladislav Čihák a Jiří Hanzlík | Zde      |
| 2017/2018 | Extraliga | Petr Kadlec                                 | Martin Straka, Tomáš Vlasák, Ladislav Čihák a Jiří Hanzlík                                                          | Zde      |
| 2018/2019 | Extraliga | Milan Gulaš                                 | Ladislav Čihák, Jiří Hanzlík, Jaroslav Špaček a Rudolf Pejchar                                                      | Zde      |
| 2019/2020 | Extraliga | Milan Gulaš                                 | Ladislav Čihák, Jiří Hanzlík, Jaroslav Špaček a Rudolf Pejchar                                                      | Zde      |
| 2020/2021 | Extraliga | Milan Gulaš                                 | Ladislav Čihák, Jiří Hanzlík, Jaroslav Špaček a Rudolf Pejchar                                                      | Zde      |
| 2021/2022 | Extraliga | Jakub Kindl                                 | Václav Baďouček, Miloš Říha, Tomáš Vlasák a Rudolf Pejchar                                                          | Zde      |
| 2022/2023 | Extraliga | Jan Schleiss                                | Václav Baďouček, Miloš Říha, Tomáš Vlasák a Rudolf Pejchar; později Petr Kořínek, František Bombic a Rudolf Pejchar | Zde      |
| 2023/2024 | Extraliga | Jan Schleiss                                | Petr Kořínek, František Bombic a Rudolf Pejchar                                                                     | Zde      |
| 2024/2025 | Extraliga | Jan Schleiss                                | Josef Jandač | Zde      |
| 2025/2026 | Extraliga |                                             | | Zde      |

### Celkový přehled výsledků v nejvyšší soutěži
- Stav po sezoně 2013/14.

| Soutěž                       | Sezon | Fáze sezony                | Zápasy | Výhry | Vp | Remízy | Pp | Prohry | VB   | OB   | Bilance |
| ---------------------------- | ----- | -------------------------- | ------ | ----- | -- | ------ | -- | ------ | ---- | ---- | ------- |
| Československá hokejová liga | 37    | Základní část              | 1238   | 469   | 7  | 147    | 8  | 607    | 4229 | 4777 | -548    |
| Československá hokejová liga | 37    | Baráž/o umístění/o udržení | 42     | 21    | 0  | 4      | 1  | 16     | 164  | 159  | +5      |
| Československá hokejová liga | 37    | Play-off                   | 29     | 10    | 2  | 0      | 2  | 15     | 101  | 120  | -19     |
| Československá hokejová liga | 37    | Celkem                     | 1309   | 500   | 9  | 151    | 11 | 638    | 4494 | 5056 | -562    |
| Extraliga ledního hokeje     | 21    | Základní část              | 1064   | 445   | 62 | 110    | 59 | 388    | 3075 | 2978 | +97     |
| Extraliga ledního hokeje     | 21    | O udržení                  | 4      | 1     | 2  | 0      | 0  | 1      | 12   | 7    | +5      |
| Extraliga ledního hokeje     | 21    | Play-off                   | 110    | 38    | 7  | 0      | 10 | 55     | 285  | 328  | -43     |
| Extraliga ledního hokeje     | 21    | Celkem                     | 1178   | 484   | 71 | 110    | 69 | 444    | 3372 | 3313 | +59     |
| Celkem                       | 58    | Základní část              | 2302   | 914   | 69 | 257    | 67 | 995    | 7304 | 7755 | -451    |
| Celkem                       | 58    | Baráž/o umístění/o udržení | 46     | 22    | 2  | 4      | 1  | 17     | 176  | 166  | +10     |
| Celkem                       | 58    | Play-off                   | 139    | 48    | 9  | 0      | 12 | 70     | 386  | 448  | -62     |
| Celkem                       | 58    | Celkem                     | 2487   | 984   | 80 | 261    | 80 | 1082   | 7866 | 8369 | -503    |

### Bilance s jednotlivými soupeři v nejvyšší soutěži
- Stav po sezoně 2013/14.

| Soupeř            | Zápasy | Výhry | Vp | Remízy | Pp | Prohry | VB  | OB  | Bilance | První zápas | Poslední zápas |
| ----------------- | ------ | ----- | -- | ------ | -- | ------ | --- | --- | ------- | ----------- | -------------- |
| Litvínov          | 216    | 81    | 6  | 24     | 7  | 98     | 738 | 790 | -52     | 1959-11-22  | 2013-03-20     |
| Sparta Praha      | 210    | 64    | 8  | 16     | 9  | 113    | 596 | 788 | -192    | 1951-11-17  | 2014-01-26     |
| Pardubice         | 206    | 67    | 13 | 28     | 6  | 92     | 608 | 696 | -88     | 1953-12-09  | 2014-02-28     |
| Kladno            | 186    | 70    | 4  | 19     | 6  | 87     | 585 | 648 | -63     | 1951-11-10  | 2014-02-06     |
| Zlín              | 186    | 73    | 8  | 20     | 8  | 77     | 545 | 594 | -19     | 1960-11-06  | 2014-03-02     |
| Vítkovice         | 181    | 73    | 7  | 15     | 4  | 82     | 555 | 616 | -61     | 1953-11-14  | 2014-01-19     |
| České Budějovice  | 178    | 82    | 5  | 20     | 3  | 68     | 636 | 572 | +64     | 1951-11-07  | 2013-02-17     |
| Kometa Brno       | 135    | 53    | 2  | 14     | 4  | 62     | 391 | 472 | -81     | 1953-11-27  | 2014-03-28     |
| Jihlava           | 128    | 40    | 0  | 22     | 1  | 65     | 368 | 509 | -141    | 1957-11-30  | 2005-01-30     |
| Slovan Bratislava | 102    | 42    | 1  | 9      | 0  | 50     | 380 | 380 | +0      | 1956-12-16  | 1992-11-10     |
| Košice            | 93     | 33    | 0  | 11     | 1  | 48     | 276 | 359 | -83     | 1964-10-28  | 1993-01-22     |
| Slavia Praha      | 92     | 34    | 4  | 9      | 9  | 36     | 255 | 277 | -22     | 1994-10-04  | 2014-02-25     |
| Třinec            | 90     | 43    | 4  | 2      | 7  | 33     | 289 | 255 | +34     | 1995-10-03  | 2014-01-28     |
| Karlovy Vary      | 78     | 38    | 2  | 10     | 2  | 26     | 254 | 237 | +17     | 1951-11-03  | 2014-02-02     |
| Trenčín           | 55     | 19    | 2  | 6      | 1  | 27     | 169 | 199 | -30     | 1977-10-21  | 1992-10-25     |
| Liberec           | 54     | 18    | 5  | 3      | 5  | 23     | 168 | 173 | -5      | 2002-10-18  | 2014-01-24     |
| Vsetín            | 53     | 23    | 0  | 10     | 1  | 19     | 133 | 121 | +12     | 1994-10-07  | 2007-02-18     |
| Chomutov          | 42     | 24    | 2  | 1      | 0  | 15     | 191 | 159 | +32     | 1951-11-14  | 2014-03-04     |
| Znojmo            | 40     | 16    | 2  | 2      | 3  | 17     | 113 | 112 | +1      | 1999-10-15  | 2009-02-15     |
| Olomouc           | 24     | 10    | 0  | 7      | 0  | 7      | 69  | 55  | +14     | 1990-09-23  | 1997-03-09     |
| Opava             | 17     | 9     | 0  | 2      | 0  | 6      | 56  | 34  | +22     | 1956-10-31  | 1999-03-16     |
| Havířov           | 16     | 6     | 1  | 4      | 1  | 4      | 48  | 39  | +9      | 1999-10-01  | 2003-01-31     |
| Mladá Boleslav    | 16     | 11    | 1  | 0      | 1  | 3      | 51  | 39  | +12     | 2008-09-12  | 2012-02-21     |
| Zbrojovka Brno    | 14     | 12    | 0  | 0      | 0  | 2      | 70  | 33  | +37     | 1956-12-19  | 1963-02-07     |
| I. ČLTK Praha     | 12     | 11    | 0  | 0      | 0  | 1      | 63  | 34  | +29     | 1954-12-04  | 1965-02-10     |
| Jindřichův Hradec | 8      | 2     | 2  | 1      | 0  | 3      | 22  | 19  | +3      | 1993-09-14  | 1994-03-21     |
| Hradec Králové    | 8      | 1     | 0  | 3      | 0  | 4      | 19  | 27  | -8      | 1993-10-12  | 2014-03-07     |
| Litoměřice        | 7      | 3     | 0  | 1      | 0  | 3      | 33  | 34  | -1      | 1961-11-11  | 1965-03-06     |
| ATK Praha         | 6      | 3     | 0  | 0      | 0  | 3      | 22  | 23  | -1      | 1952-11-16  | 1956-02-28     |
| Brno Královo Pole | 6      | 6     | 0  | 0      | 0  | 0      | 38  | 13  | +25     | 1948-11-20  | 1975-11-28     |
| LTC Praha         | 6      | 4     | 0  | 0      | 0  | 2      | 34  | 18  | +16     | 1953-12-05  | 1957-02-11     |
| Nitra             | 6      | 5     | 0  | 0      | 0  | 1      | 21  | 12  | +9      | 1984-04-26  | 1991-02-02     |
| Poprad            | 6      | 3     | 0  | 0      | 0  | 3      | 21  | 20  | +1      | 1991-10-10  | 1993-01-17     |
| Ústí nad Labem    | 4      | 2     | 1  | 0      | 1  | 0      | 18  | 12  | +6      | 2007-09-23  | 2008-01-20     |
| Holoubkov         | 2      | 1     | 0  | 0      | 0  | 1      | 7   | 13  | -6      | 1952-11-26  | 1953-01-13     |
| Baník Ostrava     | 2      | 1     | 0  | 0      | 0  | 1      | 11  | 11  | +0      | 1957-12-04  | 1958-02-11     |
| Žilina            | 2      | 2     | 0  | 0      | 0  | 0      | 13  | 4   | +9      | 1965-03-03  | 1965-03-21     |

       klub se účastní sezony 2014/15.

### Statistické zajímavosti
| Zajímavost                 | Počet | Kolo | Den        | Domácí                  | Hosté                   | Skóre | Třetiny       |
| -------------------------- | ----- | ---- | ---------- | ----------------------- | ----------------------- | ----- | ------------- |
| Nejvíce branek v utkání    | 19    | 8.   | 26.10.1963 | Spartak Plzeň           | VTŽ Chomutov            | 12:7  | (6:0,1:2,5:5) |
| Nejvíce branek v utkání    | 19    | 8.   | 7.10.1988  | Škoda Plzeň             | Slovan CHZJD Bratislava | 14:5  | (5:0,5:2,4:3) |
| Nejvíce vstřelených branek | 14    | 4.   | 5.12.1953  | Spartak Plzeň LZ        | Spartak Tatra Smíchov   | 14:4  | (5:2,3:0,6:2) |
| Nejvíce vstřelených branek | 14    | 16.  | 11.11.1986 | Škoda Plzeň             | Slovan CHZJD Bratislava | 14:3  | (5:1,6:1,3:1) |
| Nejvíce vstřelených branek | 14    | 37.  | 19.2.1985  | Škoda Plzeň             | Slovan CHZJD Bratislava | 14:1  | (5:0,5:1,4:0) |
| Nejvíce vstřelených branek | 14    | 8.   | 7.10.1988  | Škoda Plzeň             | Slovan CHZJD Bratislava | 14:5  | (5:0,5:2,4:3) |
| Nejvyšší vítězství         | +13   | 37.  | 19.2.1985  | Škoda Plzeň             | Slovan CHZJD Bratislava | 14:1  | (5:0,5:1,4:0) |
| Nejvíce obdržených branek  | 15    | 7.   | 19.10.1965 | Slovan CHZJD Bratislava | Spartak LZ Plzeň        | 15:3  | (7:1,2:1,6:1) |
| Nejvyšší porážka           | -12   | 15.  | 29.11.1961 | Slovan CHZJD Bratislava | Spartak LZ Plzeň        | 14:2  | (5:1,5:0,4:1) |
| Nejvyšší porážka           | -12   | 7.   | 19.10.1965 | Slovan CHZJD Bratislava | Spartak LZ Plzeň        | 15:3  | (7:1,2:1,6:1) |
| Nejvyšší remíza            | 8     | 5.   | 9.12.1953  | Dynamo Pardubice        | Spartak Plzeň LZ        | 8:8   | (3:2,2:3,3:3) |

## Nejlepší hráči podle sezon
| 1993/1994 |
| 1994/1995 |
| 1995/1996 |
| 1996/1997 |
| 1997/1998 |
| 1998/1999 |
| 1999/2000 |
| 2000/2001 |
| 2001/2002 |
| 2002/2003 |
| 2003/2004 |
| 2004/2005 |
| 2005/2006 |
| 2006/2007 |
| 2007/2008 |
| 2008/2009 |
| 2009/2010 |
| 2010/2011 |
| 2011/2012 |
| 2012/2013 |
| 2013/2014 |
| 2014/2015 |
| 2015/2016 |
| 2016/2017 |
| 2017/2018 |
| 2018/2019 |
| 2019/2020 |
| 2020/2021 |
| 2021/2022 |
| 2022/2023 |
| 2023/2024 |
| 2024/2025 |

| David Bruk      | 16 |
| Tomáš Kucharčík | 14 |
| Miroslav Mach   | 13 |
| Tomáš Jelínek   | 22 |
| Jaroslav Bednář | 26 |
| Milan Volák     | 15 |
| Pavel Vostřák   | 23 |
| Pavel Vostřák   | 22 |
| Josef Straka    | 29 |
| Josef Straka    | 16 |
| Josef Straka    | 23 |
| Martin Straka   | 16 |
| Aleš Padělek    | 21 |
| Tomáš Divíšek   | 17 |
| Tomáš Divíšek   | 21 |
| Tomáš Vlasák    | 27 |
| Mark Bomersback | 19 |
| Tomáš Vlasák    | 30 |
| Radek Duda      | 24 |
| Milan Gulaš     | 27 |
| Václav Pletka   | 20 |
| Ján Sýkora      | 20 |
| Dominik Kubalík | 25 |
| Dominik Kubalík | 29 |
| Tomáš Mertl     | 30 |
| Milan Gulaš     | 30 |
| Milan Gulaš     | 35 |
| Milan Gulaš     | 21 |
| Michal Bulíř    | 27 |
| Petr Kodýtek    | 15 |
| Jakub Lev       | 14 |
| Markus Nenonen  | 13 |

| Michal Straka         | 24 |
| Petr Veselovský       | 21 |
| Tomáš Jelínek         | 20 |
| Petr Kořínek          | 30 |
| Pavel Geffert         | 24 |
| Petr Kořínek          | 28 |
| Petr Kořínek          | 33 |
| Petr Kořínek          | 34 |
| Josef Straka          | 27 |
| Josef Řezníček        | 25 |
| Josef Straka          | 32 |
| David Moravec         | 22 |
| Jaroslav Kracík       | 26 |
| Tomáš Divíšek         | 22 |
| Petr Vampola          | 20 |
| Jaroslav Kracík       | 31 |
| Petr Vampola          | 37 |
| Martin Straka         | 44 |
| Radek Duda            | 35 |
| Martin Straka         | 39 |
| Radek Duda            | 24 |
| Jakub Jeřábek         | 25 |
| Jaroslav Kracík       | 29 |
| Jaroslav Kracík       | 20 |
| Milan Gulaš           | 38 |
| Milan Gulaš           | 32 |
| Milan Gulaš           | 41 |
| Milan Gulaš           | 35 |
| Peter Čerešňák        | 34 |
| Petr Zámorský         | 25 |
| Petr Zámorský         | 29 |
| Christophe Lalancette | 23 |

| Michal Straka                 | 36 |
| Petr Veselovský               | 28 |
| Tomáš Jelínek                 | 33 |
| Tomáš Jelínek                 | 48 |
| Pavel Vostřák                 | 45 |
| Petr Kořínek                  | 42 |
| Pavel Vostřák                 | 50 |
| Pavel Vostřák                 | 48 |
| Josef Straka                  | 56 |
| Josef Straka                  | 40 |
| Josef Straka                  | 55 |
| David Moravec                 | 35 |
| Aleš Padělek                  | 34 |
| Tomáš Divíšek                 | 39 |
| Michal Důras                  | 37 |
| Tomáš Vlasák                  | 58 |
| Petr Vampola                  | 52 |
| Tomáš Vlasák                  | 68 |
| Radek Duda                    | 59 |
| Milan Gulaš                   | 55 |
| Radek Duda                    | 41 |
| Ján Sýkora                    | 40 |
| Dominik Kubalík               | 40 |
| Dominik Kubalík               | 48 |
| Milan Gulaš                   | 61 |
| Milan Gulaš                   | 62 |
| Milan Gulaš                   | 76 |
| Milan Gulaš                   | 56 |
| Michal Bulíř                  | 56 |
| Petr Kodýtek a Aleksi Rekonen | 34 |
| Petr Zámorský                 | 40 |
| Christophe Lalancette         | 32 |

| Michal Straka               | 42  |
| Milan Černý                 | 44  |
| Martin Kovařík              | 71  |
| Petr Kořínek                | 70  |
| Josef Řezníček              | 72  |
| David Pospíšil              | 85  |
| Josef Řezníček              | 116 |
| Josef Řezníček              | 76  |
| Michal Dvořák               | 182 |
| Radek Matějovský            | 126 |
| Radek Matějovský            | 121 |
| Pavel Trnka                 | 103 |
| Radek Matějovský            | 104 |
| Radek Matějovský            | 158 |
| Tomáš Divíšek               | 133 |
| Michal Dvořák               | 114 |
| Doug O'Brien                | 94  |
| Martin Herman               | 77  |
| Radek Duda                  | 88  |
| Ryan Hollweg                | 130 |
| Radek Duda                  | 141 |
| Ryan Hollweg                | 112 |
| Jakub Lev                   | 79  |
| Lukáš Pulpán                | 50  |
| Ryan Hollweg                | 71  |
| Conor Allen                 | 94  |
| Michal Houdek               | 59  |
| Jaroslav Kracík             | 54  |
| Tomáš Mertl                 | 65  |
| Samuel Bitten               | 79  |
| Jan Schleiss                | 51  |
| Daniel Malák a Jan Schleiss | 53  |

## Účast v mezinárodních pohárech
Zdroj: 
Legenda: SP – Spenglerův pohár, EHP – Evropský hokejový pohár, EHL – Evropská hokejová liga, SSix – Super six, IIHFSup – IIHF Superpohár, VC – Victoria Cup, HLMI – Hokejová liga mistrů IIHF, ET – European Trophy, HLM – Hokejová liga mistrů, KP – Kontinentální pohár
- KP 1999/2000 – 2. kolo, sk. N (4. místo)
- ET 2011 – Čtvrtfinále
- ET 2012 – Severní divize (8. místo)
- ET 2013 – Severní divize (3. místo)
- HLM 2016/2017 – Šestnáctifinále
- HLM 2018/2019 – Semifinále
- HLM 2019/2020 – Osmifinále

## Individuální trofeje
| Počet                                          | Hráč            | Roky                              |
| ---------------------------------------------- | --------------- | --------------------------------- |
| Vítěz kanadského bodování                      |                 |                                   |
| 1                                              | Tomáš Vlasák    | 2010/2011                         |
| 3                                              | Milan Gulaš     | 2017/2018 • 2018/2019 • 2019/2020 |
| Nejlepší střelec ligy                          |                 |                                   |
| 1                                              | Tomáš Vlasák    | 2010/2011                         |
| 2                                              | Dominik Kubalík | 2015/2016 • 2016/2017             |
| 1                                              | Tomáš Mertl     | 2017/2018                         |
| 2                                              | Milan Gulaš     | 2018/2019 • 2019/2020             |
| Nejlepší nahrávač                              |                 |                                   |
| 1                                              | Martin Straka   | 2010/2011                         |
| 2                                              | Milan Gulaš     | 2017/2018 • 2019/2020             |
| Nejlepší brankář                               |                 |                                   |
| 0                                              |                 |                                   |
| Nejlepší nováček                               |                 |                                   |
| 1                                              | Mark Bomersback | 2009/2010                         |
| 1                                              | David Jiříček   | 2020/2021                         |
| Nejproduktivnější obránce                      |                 |                                   |
| 1                                              | Jaroslav Špaček | 1996/1997                         |
| 1                                              | Václav Benák    | 2007/2008                         |
| 1                                              | Jakub Jeřábek   | 2015/2016                         |
| Nejlepší obránce                               |                 |                                   |
| 1                                              | Tomáš Slovák    | 2012/2013                         |
| 1                                              | Jakub Jeřábek   | 2015/2016                         |
| 1                                              | Peter Čerešňák  | 2021/2022                         |
| Hokejista sezóny                               |                 |                                   |
| 1                                              | Roman Málek     | 2003/2004                         |
| 1                                              | Martin Straka   | 2008/2009                         |
| 1                                              | Jan Kovář       | 2012/2013                         |
| 3                                              | Milan Gulaš     | 2017/2018 • 2018/2019 • 2019/2020 |
| Nejlepší hráč play off                         |                 |                                   |
| 1                                              | Jan Kovář       | 2012/2013                         |
| Nejproduktivnější hráč Tipsport ELH (play off) |                 |                                   |
| 1                                              | Jan Kovář       | 2012/2013                         |
| Nejlepší trenér                                |                 |                                   |
| 2                                              | Marek Sýkora    | 1997/1998 • 1998/1999             |

## Mistrovská sestava
| Titul | Sezóna    | Hráči |
| ----- | --------- | --- |
| 1.    | 2012/2013 | Brankáři: Marek Mazanec • Adam Svoboda • Dominik Halmoši Obránci: Dominik Boháč • Tomáš Frolo • David Havíř • Jiří Hanzlík • Jakub Houfek • Jakub Jeřábek • Vojtěch Mozík • Jakub Ruprecht • Dan Růžička • Tomáš Slovák • Nicolas St. Pierre • Jaroslav Špaček • Martin Ševc Útočníci: Jozef Balej • Martin Straka • Michal Dvořák • Martin Heřman • Ryan Hollweg • Nicholas Johnson • Pavel Kašpařík • Jan Kovář • Ondřej Kratěna • Jakub Lev • Patrik Petruška • Václav Pletka • Pavel Sedláček • Jan Schleiss• Petr Vampola • Tomáš Vlasák Trenéři: Milan Razým • Michal Straka • Jaroslav Špaček • Rudolf Pejchar |